# Liste der Nummer-eins-Hits in Österreich (1974)
Dies ist eine Liste der Nummer-eins-Hits in Österreich im Jahr 1974. Sie basiert auf den Single- und Albumlisten der österreichischen Charts. Die Top-20-Single- und Top-10-Albumcharts wurden monatlich jeweils am 15. veröffentlicht.

## Singles
| ← 1973 ← | Liste der Nummer-eins-Hits in Österreich | Liste der Nummer-eins-Hits in Österreich | Liste der Nummer-eins-Hits in Österreich                    | 1975 → |
| \| Zeitraum \| Wo. ges. \| Interpret \| Titel Autor(en) \| Zusätzliche Informationen \| \| (Zeitraum, Wochen auf Platz eins, Interpret, Titel, Autor[en], zusätzliche Informationen) \| \| \| \| \| \| ----------------------------------------------------------------------------------------- \| -------- \| ------------------- \| ----------------------------------------------------------- \| ------------------------------------------------------------------------------------------------------------------------------------------------------------------------------------------------------------------------------ \| \| 15. Dezember 1973 – 14. Februar 1974 9 Wochen \| 9 \| Lobo \| I’d Love You to Want Me Roland Kent La Voie \| – \| \| 15. Februar 1974 – 14. März 1974 4 Wochen \| 4 \| Ike & Tina Turner \| Nutbush City Limits Tina Turner \| – \| \| 15. März 1974 – 14. April 1974 5 Wochen \| 5 \| Albert West \| Tell Laura I Love Her Jeff Barry, Ben Raleigh \| Zum zweiten Mal stand der Niederländer mit einer Coverversion an der Spitze, Ray Peterson hatte das Lied 1959 bekannt gemacht. \| \| 15. April 1974 – 14. Juli 1974 13 Wochen \| 13 \| Terry Jacks \| Seasons in the Sun Jaques Brel; englischer Text: Rod McKuen \| – \| \| 15. Juli 1974 – 14. August 1974 4 Wochen \| 4 \| Albert West \| Sheila Tommy Roe \| Dreimal war West in Österreich in den Charts, zum dritten Mal stand West auf Platz eins. In den Niederlanden kam er nie über Platz 4 hinaus. Auch der dritte Spitzenreiter ist ein 60er-Jahre-Cover im Original von Tommy Roe. \| \| 15. August 1974 – 14. Oktober 1974 9 Wochen \| 9 \| The Rubettes \| Sugar Baby Love Wayne Bickerton, Tony Waddington \| – \| \| 15. Oktober 1974 – 14. November 1974 4 Wochen \| 4 \| Gunter Gabriel \| Hey Boss, ich brauch mehr Geld Gunter Gabriel \| – \| \| 15. November 1974 – 14. Dezember 1974 4 Wochen \| 4 \| Waterloo & Robinson \| Hollywood Christian Kolonovits \| – \| \| 15. Dezember 1974 – 14. Januar 1975 5 Wochen \| 5 \| George McCrae \| Rock Your Baby Harry Wayne Casey, Richard Finch \| – \| |                                          |                                          |                                                             | |
| ← 1973 |                                          |                                          |                                                             | → 1975 → |
| Zeitraum | Wo. ges.                                 | Interpret                                | Titel Autor(en)                                             | Zusätzliche Informationen |
| (Zeitraum, Wochen auf Platz eins, Interpret, Titel, Autor[en], zusätzliche Informationen) |                                          |                                          |                                                             | |
| 15. Dezember 1973 – 14. Februar 1974 9 Wochen | 9                                        | Lobo                                     | I’d Love You to Want Me Roland Kent La Voie                 | – |
| 15. Februar 1974 – 14. März 1974 4 Wochen | 4                                        | Ike & Tina Turner                        | Nutbush City Limits Tina Turner                             | – |
| 15. März 1974 – 14. April 1974 5 Wochen | 5                                        | Albert West                              | Tell Laura I Love Her Jeff Barry, Ben Raleigh               | Zum zweiten Mal stand der Niederländer mit einer Coverversion an der Spitze, Ray Peterson hatte das Lied 1959 bekannt gemacht.                                                                                                 |
| 15. April 1974 – 14. Juli 1974 13 Wochen | 13                                       | Terry Jacks                              | Seasons in the Sun Jaques Brel; englischer Text: Rod McKuen | – |
| 15. Juli 1974 – 14. August 1974 4 Wochen | 4                                        | Albert West                              | Sheila Tommy Roe                                            | Dreimal war West in Österreich in den Charts, zum dritten Mal stand West auf Platz eins. In den Niederlanden kam er nie über Platz 4 hinaus. Auch der dritte Spitzenreiter ist ein 60er-Jahre-Cover im Original von Tommy Roe. |
| 15. August 1974 – 14. Oktober 1974 9 Wochen | 9                                        | The Rubettes                             | Sugar Baby Love Wayne Bickerton, Tony Waddington            | – |
| 15. Oktober 1974 – 14. November 1974 4 Wochen | 4                                        | Gunter Gabriel                           | Hey Boss, ich brauch mehr Geld Gunter Gabriel               | – |
| 15. November 1974 – 14. Dezember 1974 4 Wochen | 4                                        | Waterloo & Robinson                      | Hollywood Christian Kolonovits                              | – |
| 15. Dezember 1974 – 14. Januar 1975 5 Wochen | 5                                        | George McCrae                            | Rock Your Baby Harry Wayne Casey, Richard Finch             | – |

## Alben
| ← 1973 ← | Liste der Nummer-eins-Alben in Österreich | Liste der Nummer-eins-Alben in Österreich | Liste der Nummer-eins-Alben in Österreich | 1975 →                    |
| \| Zeitraum \| Wo. ges. \| Interpret \| Titel \| Zusätzliche Informationen \| \| (Zeitraum, Wochen auf Platz eins, Interpret, Titel, zusätzliche Informationen) \| \| \| \| \| \| ------------------------------------------------------------------------------ \| -------- \| ------------------- \| -------------- \| ------------------------- \| \| 15. Oktober 1973 – 14. März 1974 21 Wochen (insgesamt 25) \| 25 \| The Beatles \| 1962–1966 \| – \| \| 15. März 1974 – 14. Juni 1974 13 Wochen \| 13 \| Deep Purple \| Burn \| – \| \| 15. Juni 1974 – 14. Juli 1974 5 Wochen \| 5 \| Nazareth \| Loud ’n’ Proud \| – \| \| 15. Juli 1974 – 14. Oktober 1974 13 Wochen \| 13 \| Nazareth \| Rampant \| – \| \| 15. Oktober 1974 – 14. Januar 1975 13 Wochen \| 13 \| Waterloo & Robinson \| Sing My Song \| – \| |                                           |                                           |                                           |                           |
| ← 1973 |                                           |                                           |                                           | → 1975 →                  |
| Zeitraum | Wo. ges.                                  | Interpret                                 | Titel                                     | Zusätzliche Informationen |
| (Zeitraum, Wochen auf Platz eins, Interpret, Titel, zusätzliche Informationen) |                                           |                                           |                                           |                           |
| 15. Oktober 1973 – 14. März 1974 21 Wochen (insgesamt 25) | 25                                        | The Beatles                               | 1962–1966                                 | –                         |
| 15. März 1974 – 14. Juni 1974 13 Wochen | 13                                        | Deep Purple                               | Burn                                      | –                         |
| 15. Juni 1974 – 14. Juli 1974 5 Wochen | 5                                         | Nazareth                                  | Loud ’n’ Proud                            | –                         |
| 15. Juli 1974 – 14. Oktober 1974 13 Wochen | 13                                        | Nazareth                                  | Rampant                                   | –                         |
| 15. Oktober 1974 – 14. Januar 1975 13 Wochen | 13                                        | Waterloo & Robinson                       | Sing My Song                              | –                         |